# Emil Burri
Emil Burri (* 11. Dezember 1902 in München; † 29. August 1966 ebenda; gebürtig Emil Hesse) war ein deutscher Regisseur und Drehbuchautor.

## Leben
Er studierte in München und Würzburg politische Wissenschaften und wurde in diesem Fach auch promoviert. Burri war danach Journalist und im diplomatischen Dienst tätig. Als Schauspieler, Regisseur und Dramaturg kam er zum Theater. Zeitweilig arbeitete er mit Bertolt Brecht zusammen und verfasste mit ihm z. B. ein Drehbuch für die Verfilmung des Dramas Mutter Courage und ihre Kinder.
1933 wurde er freier Schriftsteller und schrieb er sein erstes Filmdrehbuch. Burri entwickelte sich bald zum Routinier auf diesem Gebiet. Mehrmals setzte Regisseur Viktor Tourjansky seine Entwürfe in Szene. 1942 führte er das einzige Mal selbst Regie in dem Film Geliebte Welt mit Brigitte Horney als Hauptdarstellerin. Burri arbeitete meist als Co-Autor, ab 1953 war in dieser Hinsicht fast regelmäßig Johannes Mario Simmel sein Kollege.

## Filmografie
- 1933: Inge und die Millionen
- 1934: Die Töchter ihrer Exzellenz
- 1934: Die Insel
- 1935: Der grüne Domino
- 1934: Königswalzer
- 1936: Ein Hochzeitstraum
- 1936: Boccaccio
- 1937: Andere Welt
- 1937: Brillanten
- 1938: Fortsetzung folgt
- 1938: Verklungene Melodie
- 1938: Geheimzeichen LB 17 (Regieassistent)
- 1939: Eine Frau wie Du
- 1939: Der Gouverneur
- 1939: Wasser für Canitoga (nur Drehbuchadaption)
- 1940: Feinde
- 1940: Golowin geht durch die Stadt
- 1941: Kameraden
- 1941: Was will Brigitte?
- 1942: Geliebte Welt (auch Regie)
- 1943: Tonelli
- 1944: Orient-Express
- 1944/49: Dreimal Komödie
- 1944/50: Schuß um Mitternacht
- 1949: Tragödie einer Leidenschaft
- 1949: Der blaue Strohhut
- 1950: Vom Teufel gejagt
- 1950: Königskinder
- 1953: Tagebuch einer Verliebten
- 1954: Die Hexe
- 1954: Raub der Sabinerinnen
- 1954: Weg in die Vergangenheit
- 1954: Der letzte Sommer
- 1955: Hotel Adlon
- 1955: Die Regensburger Domspatzen
- 1955: Mutter Courage und ihre Kinder (unvollendet)
- 1955: Königswalzer
- 1955: Dunja
- 1956: Kitty und die große Welt
- 1956: Liebe, die den Kopf verliert
- 1957: Noch minderjährig (Unter Achtzehn)
- 1957: Robinson soll nicht sterben
- 1958: Stefanie
- 1958: Madeleine und der Legionär
- 1959: Marili
- 1960: Stefanie in Rio
- 1963: Die Nadel (Serie Das Kriminalmuseum)